# 盛岡高等農林学校
| 盛岡高等農林学校 （盛岡高農） | 盛岡高等農林学校 （盛岡高農）                  |
| ----------------------------- | ---------------------------------------------- |
| 創立                          | 1902年                                         |
| 所在地                        | 岩手県盛岡市                                   |
| 初代校長                      | 玉利喜造                                       |
| 廃止                          | 1952年                                         |
| 後身校                        | 岩手大学農学部 同連合農学研究科 同獣医学研究科 |
| 同窓会                        | 岩手大学農学部 北水会                          |

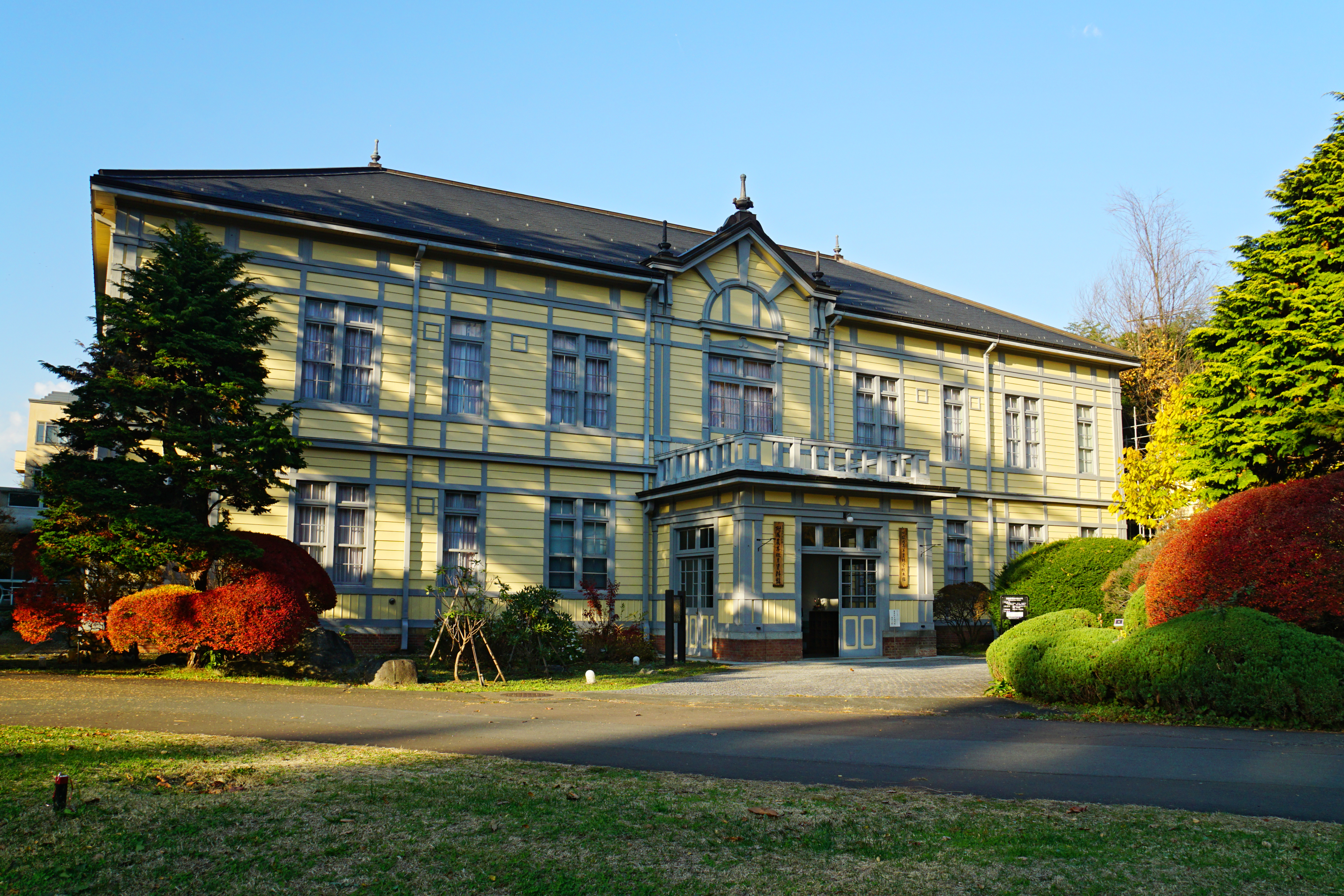
本館（現・農業教育資料館）

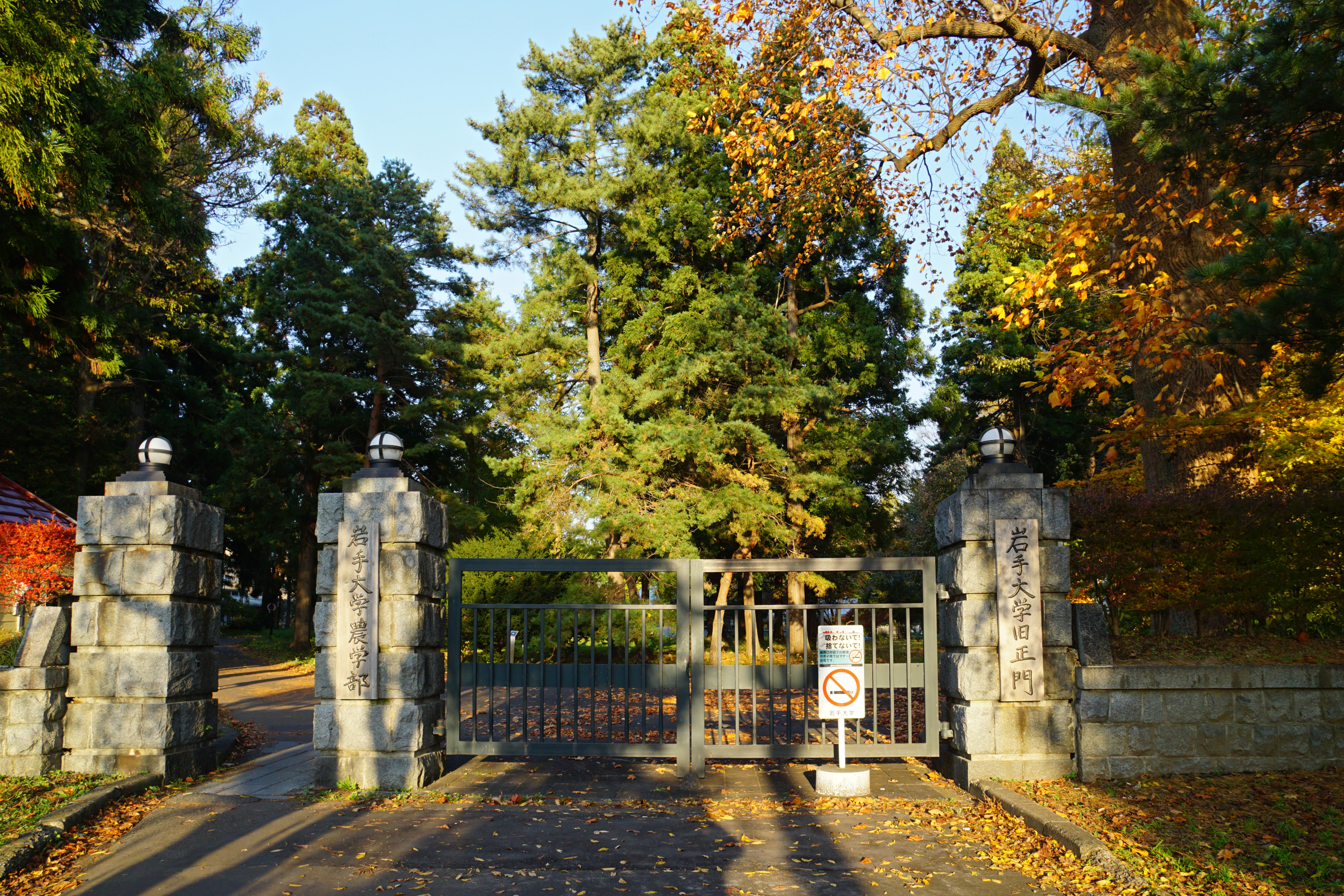
正門

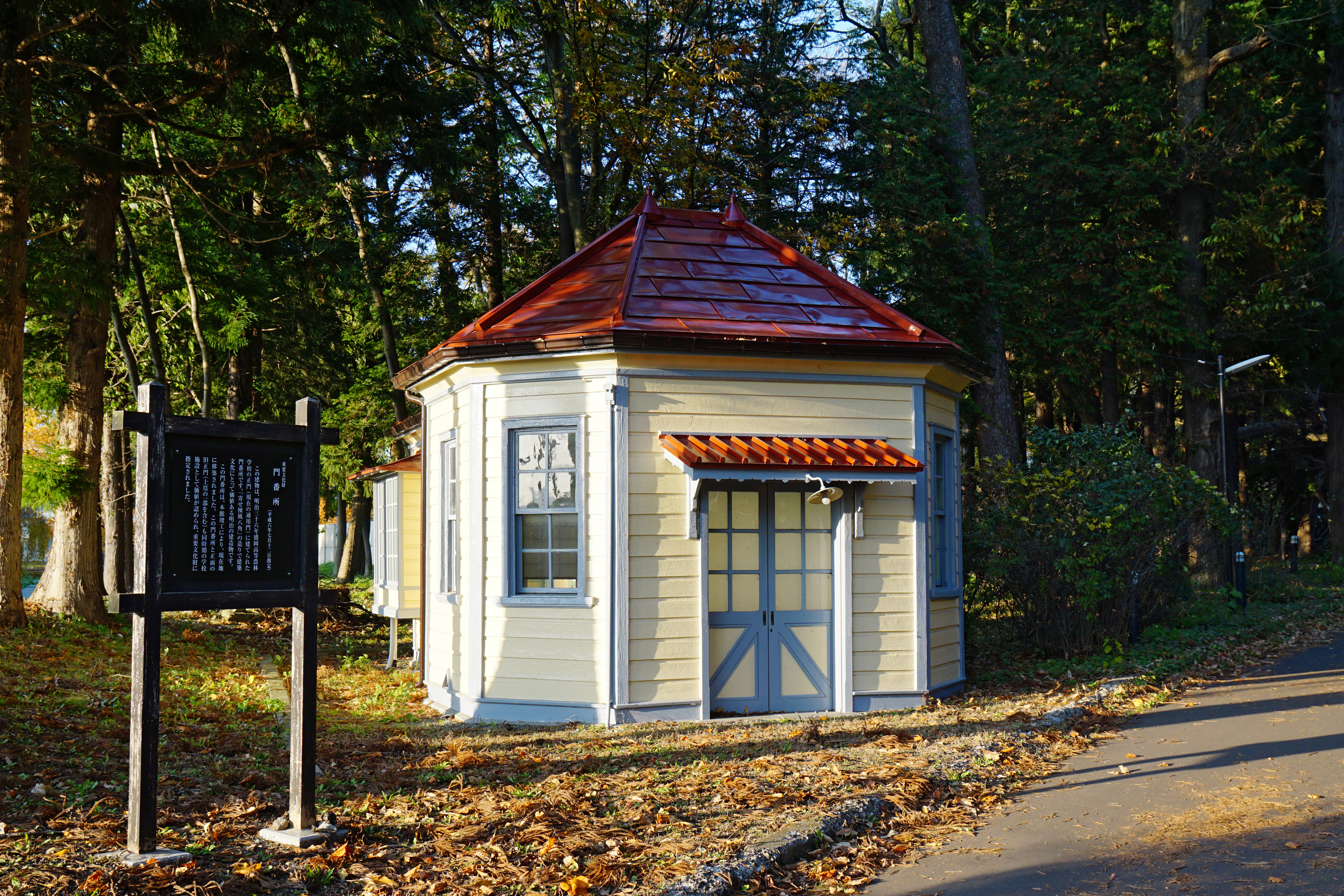
門番所

盛岡高等農林学校 （もりおかこうとうのうりんがっこう） とは、1902年 （明治35年） に設立された官立旧制専門学校。

## 概要
- 食糧増産および農業技術者、また農業教員と中堅技術官吏の育成を目的として設立された、官立では日本最初の高等農林学校。東北の振興という国内政策もあって盛岡に設置された。
- 創立時は、本科に農学科、林学科、獣医学科の 3科を設置した （後に農芸化学科、農業土木科を増設）。発足にあたり演習林791haが当時の農商務省山林局から移管されている。獣医学科の設置は軍獣医の養成を官立の農業機関に委託していたため、その後戦前期の農林系専門学校の新設、増設時には獣医学科設置が多くなされる。
- 1906年（明治39年）に最初の卒業式が行われる。学科別の進路は高等農林設立の背景を反映して農学科で教員、林学科で技術官吏への就職が多かった。
- 第二次世界大戦中に盛岡農林専門学校 （略称： 盛岡農専） と改称された。
- 1947年（昭和22年）8月10日、昭和天皇の戦後巡幸の際には、校庭が盛岡市奉迎場に充てられた。学校を視察した昭和天皇に長谷川米蔵教授が「昭和9年の水稲凶作」、菊池賢二郎教授が「馬の後躯麻痺症」などの説明を行う[1]。
- 学制改革により、東北大への移管が検討されたが、「国立大学11原則」に基づき、1949年（昭和24年）岩手師範学校・岩手青年師範学校・盛岡工業専門学校との合併により、農・学芸・工の3学部からなる新制岩手大学に包括され、農学部となった。
- 同窓会は 「岩手大学農学部北水会」 と称し、旧制・新制合同の会である。
- 創立当時の建物である盛岡高農本館（現農業教育資料館）は1994年（平成6年）に国の重要文化財に指定された。

## 沿革

### 盛岡高等農林学校時代

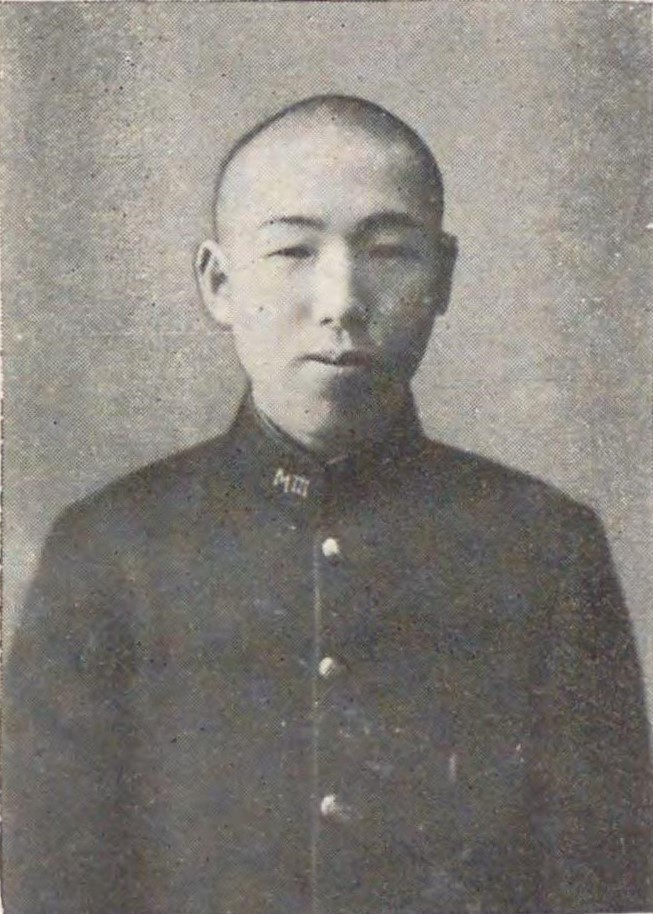
盛岡高等農林学校在学時の宮沢賢治

- 1899年6月： 岩手県議会、「農林学校を請う建議」。
- 1902年3月： 勅令第98号により盛岡高等農林学校設置。
- 1903年2月： 盛岡高等農林学校規則公布。
  - 本科は修業年限3年、農学科・林学科・獣医学科の 3科を設置。
- 1903年4月： 専門学校令による実業専門学校となる。
- 1903年5月： 第1回入学式。
  - 開校式は、1902年の不作被害が甚大だった等の影響で、後の1905年5月28日に挙行。
- 1903年10月： 家畜病院を開設。
- 1905年4月： 校内に植物園を設置 （現 岩手大学教育学部付近）。
- 1905年12月： 御明神演習林を設置 （岩手郡御明神村： 現 雫石町）。
- 1906年10月： 御明神村に経済農場を設置。
- 1907年1月： 『学術報告』 創刊 （1926年 第23号まで続刊）。
- 1909年： 校歌 『国のみ中に鎮まれる』 制定 （校友会文芸部選歌、三浦波治作曲）。
  - 1913年、楠美恩三郎によって改曲された。
- 1912年12月： 本館竣工 （現 農業教育資料館。重要文化財）。
- 1913年3月： 滝沢演習林を設置 （岩手郡滝沢村： 現 滝沢市）。
- 1913年4月： 農学科を農学第1部 （農学）、農学第2部 （農芸化学） に分割。
- 1913年9月24日：開校十周年記念式[2]
- 1916年： 1年生のみ全寮制となる。
- 1918年4月： 農学第1部、農学第2部をそれぞれ農学科、農芸化学科と改称。農業別科を設置。
- 1919年10月： 同窓会発足、大学昇格運動勃発。
- 1919年12月： 「盛岡農科大学期成同盟会」 発足。
  - 結局、国の施策として農科大学への昇格より高等農林学校増設が優先され、昇格運動は挫折した。1921年8月、第2代校長 佐藤義長は責任を取って辞職。
- 1920年： 寮歌 『落葉松の緑うす煙る』 （小野和夫作詞、板野英二作曲）、『天翔けり行く荒鷲も』 （大植登志夫作詞、板野英二作曲） 制定。
- 1925年1月： 温室完成。
- 1928年： 無試験入学制度を導入 （1933年からは簡単な筆記試験を課した）。
- 1930年4月： 農業別科から農業実科に改称。
- 1933年4月： 第一拓殖訓練所を設置[3]。
  - 全国に3カ所設置されたものの一つで、修業年限1年で「満蒙」方面への農業移住者およびその指導者を育成した。
- 1936年10月： 繋温泉に熱利用実習温室を設置。
- 1938年4月： 農村工業実科を設置。
- 1943年3月： 勅令第163号により、農業教員養成所農学科を設置。

### 盛岡農林専門学校時代

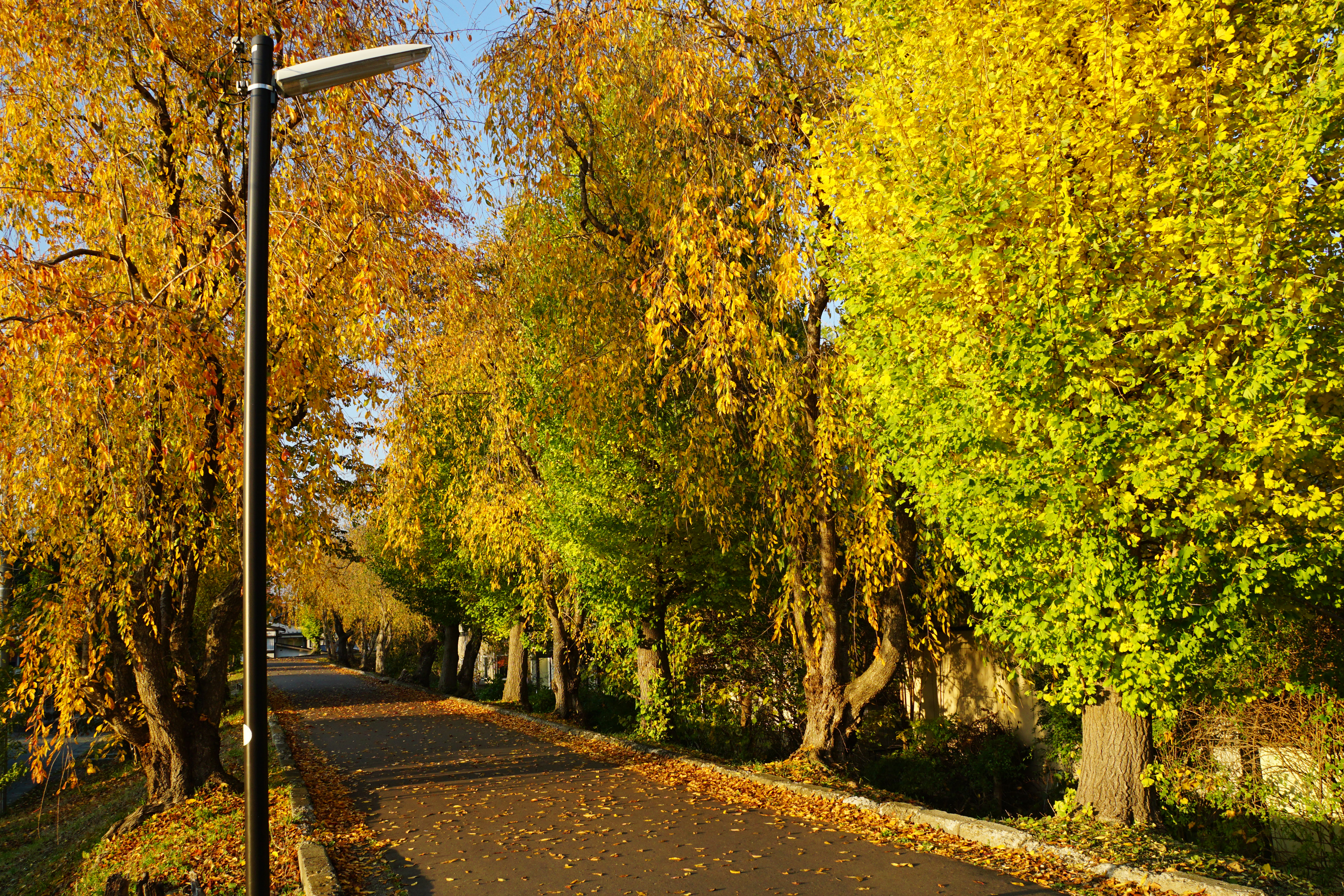
正門前の並木道

- 1944年3月： 勅令第165号により、盛岡農林専門学校と改称。
- 1945年4月： 本科に農業土木科を設置。
- 1946年2月： 農業専修科、農村工業専修科を設置。
- 1946年3月： 第一拓殖訓練所を廃止。
- 1946年12月： 大学昇格期成同盟会結成。単独昇格は認められず。
- 1947年2月： 東北大学より合併誘致の申入れ。
- 1947年12月： 教官、生徒、同窓会 「東北大学との合併に関する声明」 を公表。
  - 盛岡農専校内が東北大学との合併を推す一方で、県内の他旧制専門学校は 「岩手総合大学期成同盟会」 を結成。県内世論は分裂した。
- 1948年6月： 東北大学との合併、実現せず （越県合併は不許可）。
- 1948年8月： 盛岡農専教官会議、岩手複合大学への参加を承認。
- 1949年6月： 新制岩手大学発足。
  - 盛岡農専は岩手大学に包括され、農学部の前身となった。
- 1952年3月： 旧制盛岡農林専門学校、廃止。

## 歴代校長
- 初代： 玉利喜造 （1903年1月15日 - 1909年5月8日）
  - 鹿児島高等農林学校校長に転じた。
- 第2代： 佐藤義長 （1909年5月8日 - 1921年8月）
  - 元・京都府立農学校校長。海外視察後、宇都宮高等農林学校初代校長に。
- 第3代： 鏡保之助 （1921年8月 - 1931年3月死去）
  - 元・京都府立農林学校校長、千葉県立園芸専門学校校長。
- 第4代： 上村勝爾 （1931年4月 - 1943年10月）
- 第5代： 草刈虎雄 （1943年10月 - 1944年11月）
- 第6代： 岡村精次 （1944年11月 - 1945年11月24日[4]）
  - 前・鳥取農林専門学校校長。京都繊維専門学校校長に転じた。
- 第7代： 鈴木重雄 （1945年11月24日[4] - 1950年2月）
  - 元・鹿児島農林専門学校教授、前・鹿児島青年師範学校校長。新制岩手大学農学部初代学部長、岩手大学初代学長。

## 校地の変遷と継承
創立時から廃止まで、盛岡市上田の校地を使用した。後身校の岩手大学も、上田校地を使用し続けている。

## 著名な出身者
岩手大学の人物一覧#盛岡高等農林学校を参照。

## 関連書籍
- 岩手大学農学部百年史編集委員会（編）　『岩手大学農学部百年史』　2002年3月。
- 『玉利喜造先生伝』玉利喜造先生伝記編纂事業会編、昭和４９年、（鹿児島大学農学部内）